# Kennedy (Minnesota)
Kennedy és una població dels Estats Units a l'estat de Minnesota. Segons el cens del 2000 tenia 255 habitants.

## Demografia
Segons el cens del 2000, Kennedy tenia 255 habitants, 115 habitatges, i 70 famílies. La densitat de població era de 234,4 habitants per km².
Dels 115 habitatges en un 27% hi vivien nens de menys de 18 anys, en un 55,7% hi vivien parelles casades, en un 3,5% dones solteres, i en un 39,1% no eren unitats familiars. En el 38,3% dels habitatges hi vivien persones soles el 13,9% de les quals corresponia a persones de 65 anys o més que vivien soles. El nombre mitjà de persones vivint en cada habitatge era de 2,22 i el nombre mitjà de persones que vivien en cada família era de 2,97.
Per edats la població es repartia de la següent manera: un 25,5% tenia menys de 18 anys, un 4,7% entre 18 i 24, un 25,1% entre 25 i 44, un 25,1% de 45 a 60 i un 19,6% 65 anys o més.
L'edat mediana era de 41 anys. Per cada 100 dones de 18 o més anys hi havia 111,1 homes.
La renda mediana per habitatge era de 33.438 $ i la renda mediana per família de 46.094 $. Els homes tenien una renda mediana de 30.893 $ mentre que les dones 19.375 $. La renda per capita de la població era de 23.094 $. Entorn del 2,8% de les famílies i el 5,9% de la població estaven per davall del llindar de pobresa.

## Poblacions més properes
El següent diagrama mostra les poblacions més properes.